# تاداهیرو نومورا
تاداهیرو نومورا (به ژاپنی: 野村 忠宏 - Tadahiro Nomura) ورزشکار مرد رشتهٔ جودو اهل کشور ژاپن است. وی در بین سال‌های ‎۱۹۹۶ تا ۲۰۰۴ میلادی در مسابقات بازی‌های المپیک تابستانی در مجموع ۳ مدال طلا را کسب کرد.